# Rožle Prezelj

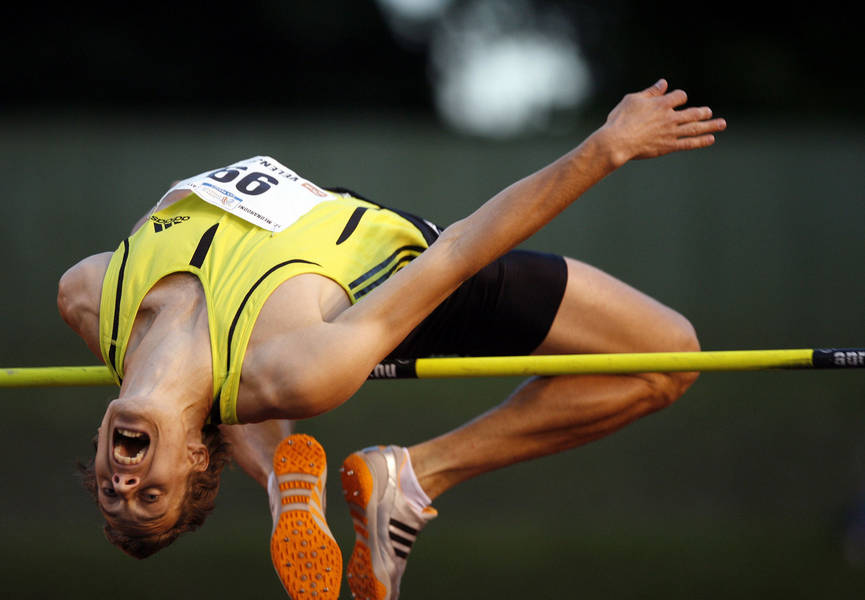
Rožle Prezelj

Rožle Prezelj, född den 26 september 1979, är en slovensk friidrottare som tävlar i höjdhopp.
Prezelj har deltagit vid flera internationella mästerskap, såsom Olympiska sommarspelen 2004, VM 2003 och 2007 utan att ta sig vidare till finalen. Hans första stora final blev i stället finalen vid Olympiska sommarspelen 2008 där han slutade på tolfte plats med ett hopp på 2,20 meter.

## Personliga rekord
- Höjdhopp - 2,30 meter (inomhus 2,31 meter)